# Monde des ténèbres
Pour le monde parallèle appelé « Monde des ténèbres » dans l'univers de la série Zelda, voir The Legend of Zelda: A Link to the Past.
Le Monde des ténèbres (en anglais : World of Darkness) est le nom donné à un univers de fiction rattaché à la fantasy urbaine et créé pour le jeu de rôle par Mark Rein•Hagen. Par extension, c'est également le nom donné à plusieurs gammes de jeux se déroulant dans cet univers, ainsi qu'à plusieurs livres détaillant l'univers pour ces gammes.
Le Monde des ténèbres (Classic World of Darkness) a été publié par White Wolf Publishing à partir de 1991 et édité en français par Hexagonal. Il a été adapté en jeu de rôle grandeur nature sous le nom de Mind's Eye Theatre en 1993. Depuis la sortie des Chroniques des ténèbres (une nouvelle série de jeux très proche dans les thèmes mais cependant distincte), l'éditeur a arrêté de sortir de nouveaux jeux pour cet univers. Il a également été adapté au d20 System en 2007 avec la publication de Monte Cook's World of Darkness.

## Description du monde
Le Monde des ténèbres est très similaire au nôtre. En fait, vu de loin, il pourrait être parfaitement identique, à quelques détails « gênants » près. Dans le Monde des ténèbres, l'air est un peu plus pollué, les villes un peu plus inhumaines… Et surtout, il y existe plusieurs types de créatures surnaturelles telles que vampires, loups-garous, mages, changelins, kuei-jins, exterminateurs ou Ombres qui se cachent plus ou moins.

## Historique
Le Monde des ténèbres est né en 1991 avec la publication de Vampire : La Mascarade, un jeu de rôle inspiré notamment par les Chroniques des vampires d'Anne Rice, Dracula de Bram Stoker, Le Sang d'immortalité de Barbara Hambly, Sandman (un roman graphique) et Time Enough for Love de Robert A. Heinlein. D'autres jeux, tous centrés sur l'interprétation d'une créature fantastique, se sont ajoutés à cette gamme qualifiée de « gothique-punk ». Il est également adapté en GN avec la publication de The Masquerade en 1993.
En 2004, la publication des Chroniques des ténèbres inaugure une nouvelle version de l'univers, mettant ainsi fin à la publication de la première gamme. Cette nouvelle gamme se réclame d'une ambiance « Dark Mystery ». Il est suivi en 2005 par la publication du GN Mind's Eye Theatre.
En 2007, il est adapté au d20 System avec la publication de Monte Cook's World of Darkness.

## Art du Conteur
L'Art du Conteur (Storyteller System / Storytelling System) est le nom donné au système de jeu développé par White Wolf Publishing pour le Monde des ténèbres. Privilégiant le dialogue aux jets de dés, ces jeux utilisent un système simple et peu intrusif. La création des personnages fait intervenir un système d'avantages et de défauts.

## Monde des Ténèbres(Classic World of Darkness), 1991
La gamme classique regroupe plusieurs jeux (par ordre de création) :
- Vampire : La Mascarade
- Loup-garou : L'Apocalypse
- Mage : L'Ascension
- Wraith : Le Néant
- Changelin : Le Songe
- Exterminateur : Le Jugement
- Momie : La Résurrection
- Démon : La Chute
- Orpheus

## Jeux ciblés
En plus de ces jeux, White Wolf Publishing a sorti des jeux prévus pour être joués indépendamment de la gamme habituelle, tout en restant compatibles. On peut les voir comme des éditions spécialisées de leurs jeux respectifs :
- Vampire : L'Âge des ténèbres : pour jouer des vampires au Moyen Âge. Il existe aussi des suppléments Âge des Ténèbres pour Loup-garou, Mage, Changelin et Exterminateur.
- Vampire : l'Âge victorien : comme son nom l'indique, il se déroule dans l'Angleterre victorienne
- Kuei-Jin: les vampires d'Orient
- Hengeyokai : les garous d'Orient
- Royaume d'Ébène : les vampires d'Afrique
- Werewolf: The Wild West (en): pour jouer des loups-garous au Far West
- Mage : la croisade des sorciers
- Wraith: The Great War: pour jouer durant la Première Guerre mondiale

### La fin du Monde des Ténèbres "classique" (Time of Judgment) - 2003
Fin 2003, White Wolf annonce qu'il arrêtera de publier de nouveaux livres pour cette gamme et qu'il mettra fin à l'histoire officielle du décor de jeu avec une série intitulée Time of Judgment. Cet évènement est décrit du point de vue des différents protagonistes surnaturels de l'univers dans quatre suppléments: Gehenna (pour Vampire : la Mascarade); Apocalypse (pour Loup-Garou : l'Apocalypse); Ascension (pour Mage : l'Ascension); et Time of Judgement (pour le reste des gammes développées par White Wolf, à savoir : Demon: La Chute, Changelin: Le Songe, Kindred of the East, Momie : la Résurrection et Exterminateur : le Jugement).
Les éditeurs déclarent que, ce faisant, ils tiennent une promesse qui existait dans le Monde des Ténèbres depuis la première édition de "Vampire", avec le concept de Géhenne et dans "Loup-Garou", avec l'Apocalypse, ainsi que certains éléments d'autres suppléments qui concernent le thème de la "fin du monde". Les romans de chacune des trois gammes principales concluent la trame narrative officielle.

## Monde des ténèbres(New World of Darkness, puisChronicles of Darkness), 2004
La nouvelle gamme est axée autour d'un livre de base intitulé sobrement Le Monde des ténèbres et comprend plusieurs jeux sous forme de suppléments :
- Vampire : le Requiem
- Loup-garou : les Déchus
- Mage : l'Éveil
- Promethean: the Created
- Changeling: The Lost
- Hunter : The Vigil
- Geist : The Sin-Eaters
- Démon: la Damnation
- Beast: the Primordial
- Deviant: the Renegades

## Adaptations

### Jeu de rôle
Vampire : La Mascarade a aussi été adapté dès 1993 en jeu de rôle grandeur nature avec la gamme Mind's Eye Theatre : les joueurs sont costumés et interprètent les dires et actions de leur personnage, dans une sorte d'improvisation théâtrale.

### Romans
L'univers de Vampire a été adapté en romans : le diptyque « rongé par la bête », la série en 3 tomes Vampire : La Mascarade - La malédiction du sang écrite par Gherbod Fleeming, et la série en 3 tomes Vampire : Le cycle de la Mort Rouge de Robert Weinberg ainsi que les deux séries en 13 tomes « le cycle des clans ».

### Série télévisée
Le Monde des ténèbres est adapté en 1996 en série télévisée sous le titre Kindred : Le Clan des maudits.

### Jeu vidéo
De nombreux jeux vidéo sont adaptés des différents jeux de rôle de la franchise Monde des ténèbres, notamment de Vampire : La Mascarade, Loup-garou : L'Apocalypse, Exterminateur : Le Jugement et Mage : L'Ascension.
White Wolf Publishing produit des adaptations de Vampire : La Mascarade, notamment Vampire : La Mascarade - Rédemption en 2000 par l'intermédiaire d'Activision, puis sa suite Vampire: The Masquerade - Bloodlines en 2004. Deux autres jeux sont également avortés. Trois jeux vidéo sont adaptés de la franchise Exterminateur : Le Jugement : Hunter: The Reckoning sous forme de beat them all en 2002 sur Xbox et GameCube, Hunter: The Reckoning - Wayward en 2003 sur PlayStation 2 et Hunter: The Reckoning - Redeemer en 2003 sur Xbox. Les jeux sont développés par High Voltage Software, le premier étant édité par Interplay Entertainment et les suivants par Vivendi Universal Games.
En 2006, CCP rachète White Wolf. CCP lance la conception d'un MMORPG basé sur la licence du Monde des ténèbres appelé World of Darkness ou World of Darkness Online, mais jeu est annulé en avril 2014.
Paradox Interactive annonce le rachat complet des licences White Wolf Publishing auprès de CCP fin 2015. Paradox relance l'exploitation de façon soutenue et produit plusieurs jeux. En janvier 2017, Loup-garou : L'Apocalypse est adapté en jeu vidéo sur PC (Windows), PlayStation 4 et Xbox One sous le titre Werewolf: The Apocalypse - Earthblood pour une sortie prévue en 2020. En 2017, White Wolf Publishing produit par le biais d'Asmodee Digital un jeu composé de deux fictions interactives basées sur deux jeu différents. World of Darkness Preludes: Vampire and Mage sort en 2017 sur PC (Windows, notamment temporairement sur Steam), Mac et Linux, regroupant Vampire: The Masquerade - We Eat Blood and All Our Friends Are Dead basé sur Vampire : La Mascarade, et Mage: The Ascension - Refuge est adapté de Mage : L'Ascension. Les deux fictions sont accessibles séparément sur iOS et Android. Fin 2019, le jeu orienté narration intitulé Vampire: The Masquerade - Coteries of New York est prévu sur PC et Nintendo Switch, développé par le studio Draw Distance. Vampire: The Masquerade - Bloodlines 2 est annoncé en mars 2019 par Paradox Interactive sur PC (Windows), PlayStation 4, Xbox One, pour une sortie en 2020. Mi 2019, un autre RPG orienté narration est annoncé par le studio Big Bad Wolf Studio sous le titre Vampire: The Masquerade.